# James Talmage White
James Talmage White (Londra, 1833 – Cracovia, 1907) è stato un pittore inglese.

## Biografia
James Talmage White nacque a Londra nel 1833, figlio di James White (1809-1883), mercante di seta, deputato wighs alla camera dei Comuni con Gladstone per più legislature, e di Mary Lind (1810-1883) botanica ed esperta acquarellista. Il giovane nell'ambiente liberale del padre ebbe modo di conoscere i patrioti italiani, tra i quali Garibaldi, di cui divenne amico; la sorella Linda White, scrittrice, sposò Pasquale Villari e curò la traduzione in inglese delle opere del marito.
Grazie alla madre ebbe modo di affinare le sue doti per il disegno dal vero e conoscere  il gusto e l'estetica orientale, molto apprezzati dai Preraffaelliti e dal movimento Arts and Crafts di W. Morris. A Parigi, dove si recò da giovane, entrò in contatto con Jean-François Millet, la scuola di Barbizon, e incontrò Camille Corot. A Londra frequentò i Preraffaelliti, tra i quali in particolare Dante Gabriele Rossetti, John Brett e Frederick Leighton, divenuto poi Presidente della Royal Academy. Negli Anni 1850 raggiunse l'Italia meridionale, e nel 1860 si recò a Salerno per attendere Garibaldi e partecipare, come ufficiale, alla battaglia del Volturno. Nel 1861 fu il primo artista ad aprire uno studio a Capri, dove si stabilì entrando in possesso di Villa Mura, Cà del Sole e Villa Alba, utilizzandole come abitazione e foresteria e che divennero luogo di incontri e scambi culturali: punto di riferimento per artisti e intellettuali stranieri ed italiani attratti dalla "terra delle sirene" Insieme ad altri stranieri presenti sull'isola fondò il Cimitero Acattolico, di cui fu presidente per diversi anni.